# バイオックス
バイオックス株式会社（英: Biox Inc.）は、かつて大阪府大阪市に存在した日本のゲームメーカー。ミザン・セーヌという家庭用美顔器も開発していた。旧社名は株式会社ジェイエスエッチ。

## 沿革
- 1987年10月 - 設立
- 1997年12月 - 株式会社ジェイエスエッチからバイオックス株式会社に社名変更

## 開発作品
- テイルスのスカイパトロール（1995年4月28日 GG）販売：セガ
- 本格将棋指南 若松将棋塾（1998年1月29日 SS）販売：シムス
- バーガーバーガーポケット（1999年3月26日 GB）販売：ギャップス
- アイルトン・セナ カートデュエル スペシャル（1999年4月28日 PS）販売：ギャップス
- バーガーバーガー2（1999年7月15日 PS）販売：ギャップス
- 聖牌伝説（2000年4月14日 GB）販売：ギャップス
- バーガーパラダイス インターナショナル（2000年4月21日 GB）販売：ギャップス
- 大工の源さん カチカチのトンカチがカチ（2000年4月28日 GB）販売：バイオックス
- コンビ麻雀あわせうち withまぼろし月夜キャラクターズ（2000年6月1日）販売：ギャップス
- サムライキッド（2001年2月2日 GB）販売：コーエー
- ブンブンカブーン（2000年10月26日 販売予定 GB）未発売 ギャップス販売予定